# Pietra fetida
Pour les articles homonymes, voir Pietra.

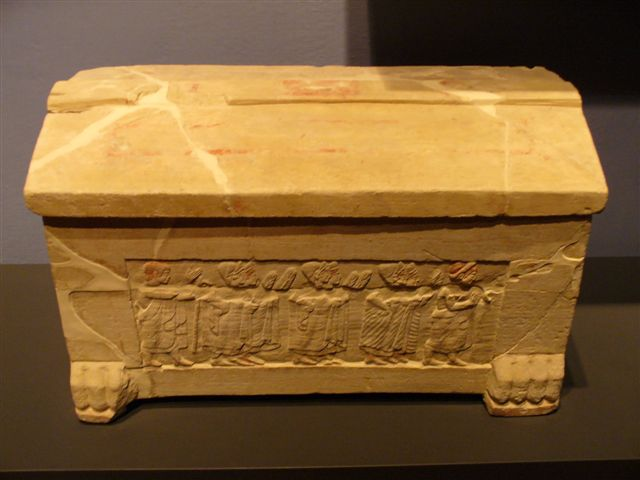
Urne en pierre fétide de Chiusi, exposée au Musée archéologique national de Chiusi.

La pietra fetida (ou pierre fétide, en français) est l’expression italienne qui désigne un type de pierre calcaire légère, typique de l’aire de Chiusi, en Toscane.
Elle doit son nom à une désagréable odeur — qui en émane lorsqu’on la travaille — due à la présence de particules de soufre. Cette particularité olfactive peut s’expliquer par la proximité de la carrière de pietra fetida avec les eaux thermales de Chianciano. Comme le tuf, elle est relativement facile à sculpter. Au VIe siècle av. J.-C., les Étrusques de Clevsi (aujourd'hui Chiusi) l’utilisèrent abondamment pour leurs mobiliers funéraires : statues cinéraires, cippes, urnes architectoniques, urnes aux couvercles anthropomorphes, bas-reliefs, etc.